# Полнатка
Полнатка — река в России, протекает в Пучежском районе Ивановской области. Правый приток Ячменки.

## География
Река Полнатка берёт начало у деревни Вахрино. Течёт в восточном направлении по открытой местности и впадает в залив реки Ячменки (Горьковское водохранилище). По берегам реки расположено несколько населённых пунктов. Через реку перекинут мост автодороги Кинешма-Юрьевец-Пучеж-Пурех. Устье реки находится в 9 км по правому берегу реки Ячменки напротив села Илья-Высоково. Длина реки составляет 14 км.
Правый приток Полнатки — река Ватаракша.

## Данные водного реестра
По данным государственного водного реестра России относится к Верхневолжскому бассейновому округу, водохозяйственный участок реки — Волга от города Кострома до Горьковского гидроузла (Горьковское водохранилище), без реки Унжа, речной подбассейн реки — Волга ниже Рыбинского водохранилища до впадения Оки. Речной бассейн реки — (Верхняя) Волга до Куйбышевского водохранилища (без бассейна Оки).
Код объекта в государственном водном реестре — 08010300412110000017078.